# فرانتس فون بایروس
فرانتس فون بایروس (آلمانی: Franz von Bayros; ۲۸ مهٔ ۱۸۶۶ – ۳ آوریل ۱۹۲۴) نقاش، تصویرگر و هنرمند تجاری اهل اتریش بود که بیشتر با مجموعهٔ جنجالی حکایت‌های جلوی میز آرایش شناخته می‌شود. او از هنرمندان جنبش منحط بود.

## اوایل زندگی
بایروس در زاگرب که بخشی از امپراتوری اتریش-مجارستان بود و امروزه در کشور کرواسی قرار دارد، زاده شد. وی در هفده سالگی در آزمون ورودی آکادمی هنرهای زیبای وین پذیرفته شد. بایروس از حلقه دوستان نزدیک یوهان اشتراوس بود و با دخترخوانده او، آلیس، در سال ۱۸۹۶ ازدواج کرد. سال بعد، بایروس به مونیخ رفت.

## حرفه
او در سال ۱۹۰۴ اولین نمایشگاه خود را در مونیخ برگزار کرد که با استقبال خوبی روبرو شد. از ۱۹۰۴ تا ۱۹۰۸ برای ادامه تحصیل به پاریس و ایتالیا سفر کرد. در سال ۱۹۱۱، وی مشهورترین و بحث برانگیزترین اثر خود یعنی داستانهایی از میز آرایش (به انگلیسی: Tales from the Dressing Table) را خلق کرد، که بعداً برای آن دستگیر و از آلمان تبعید شد. با بازگشت به وین، احساس می‌کرد که یک فرد خارجی است و وقوع جنگ جهانی اول احساس بیگانگی او را افزایش داد. کارهای او را می‌توان در موزه هنر متروپولیتن نیویورک یافت. وی در مجموع بیش از ۲۰۰۰ نقاشی را به تصویر کشید.

## مرگ
این هنرمند در سال ۱۹۲۴ در وین، بر اثر خونریزی مغزی درگذشت.

## نگارخانه

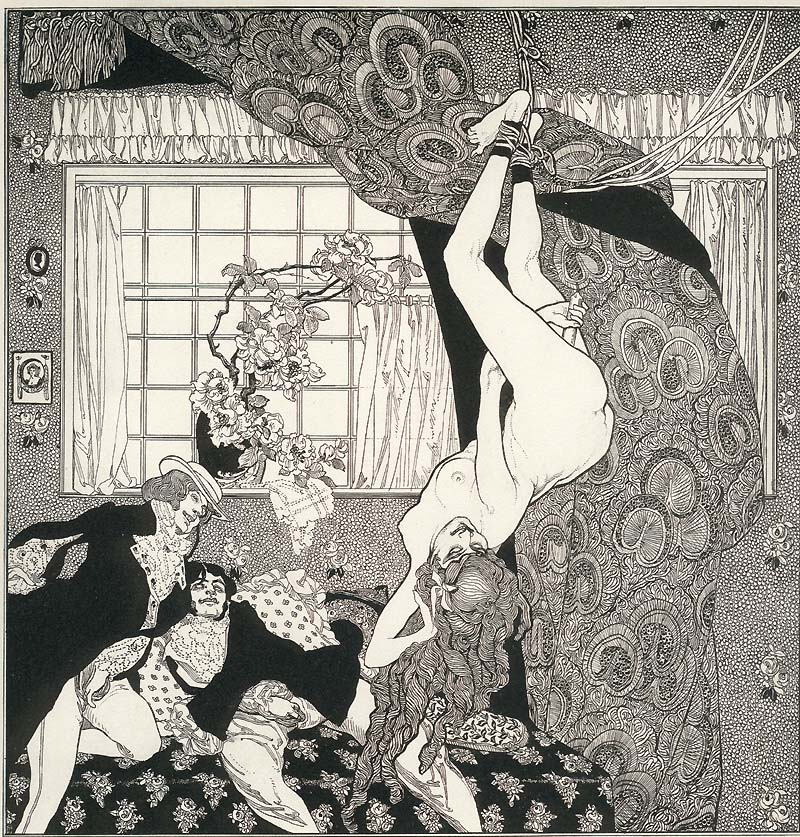
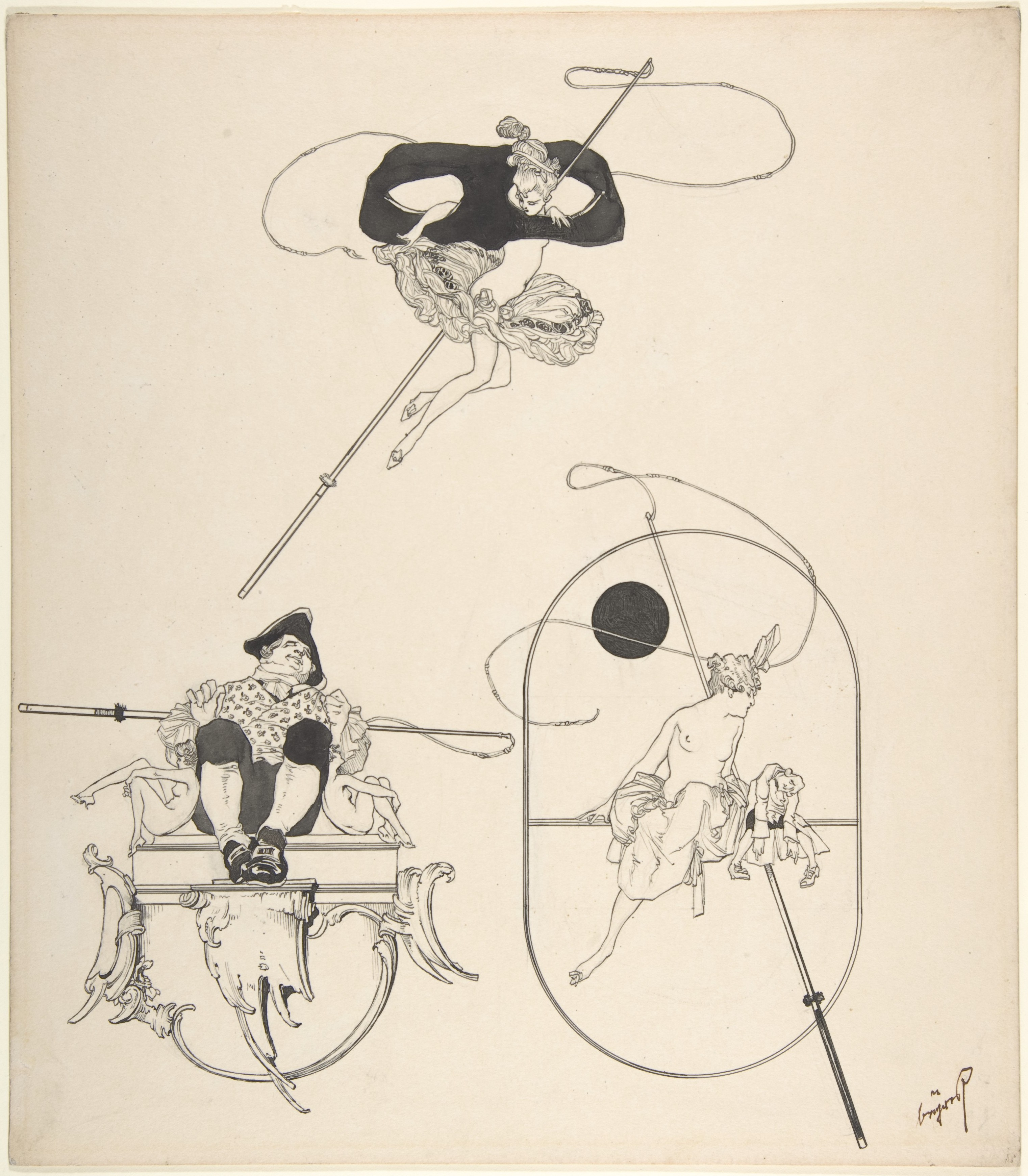
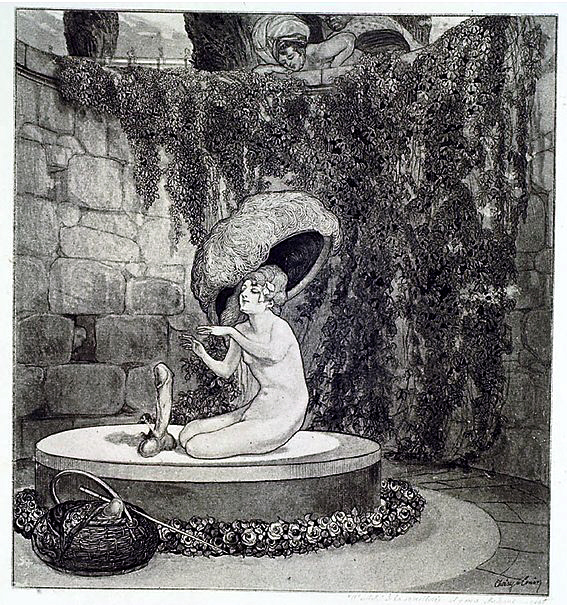
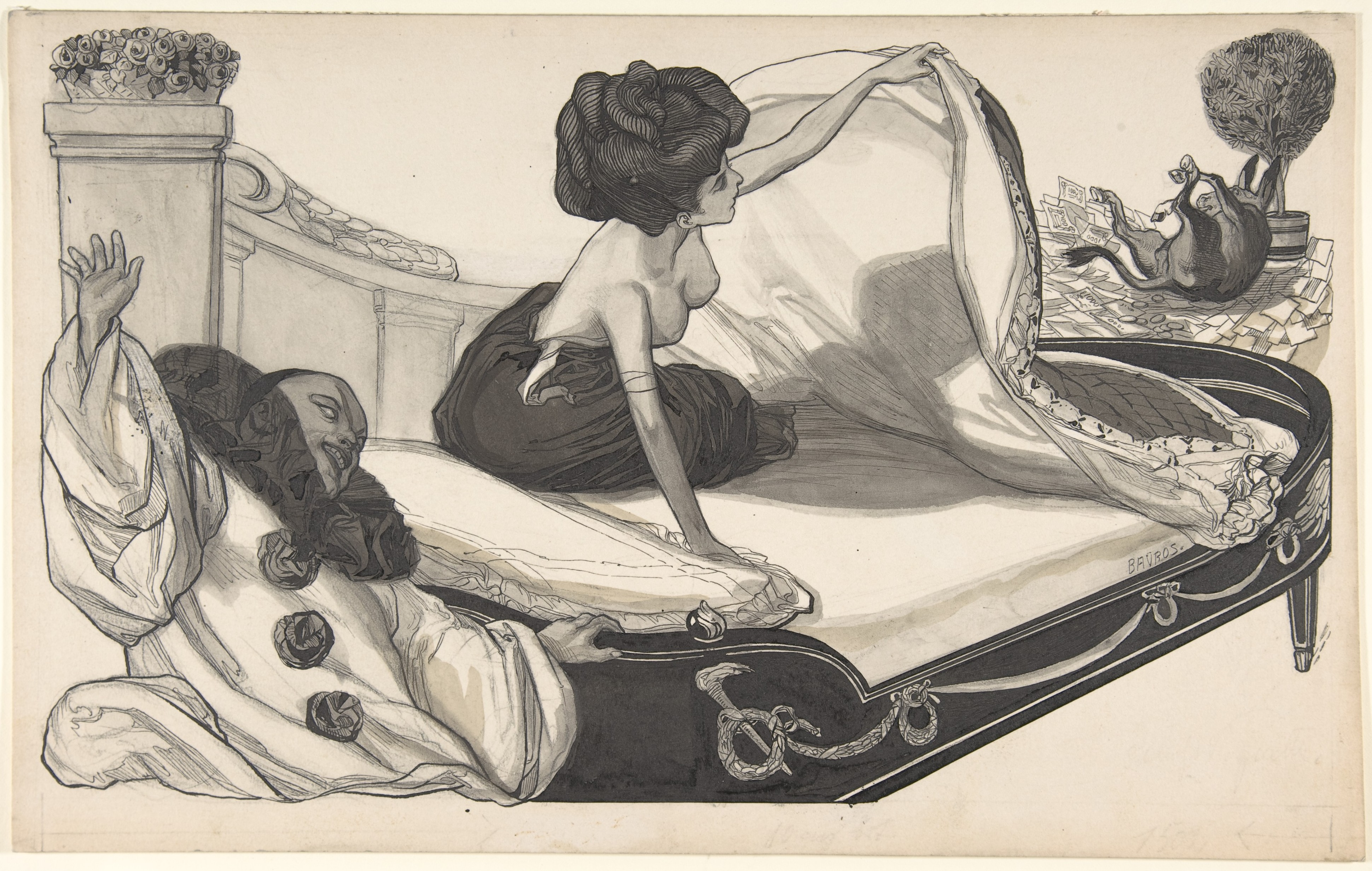
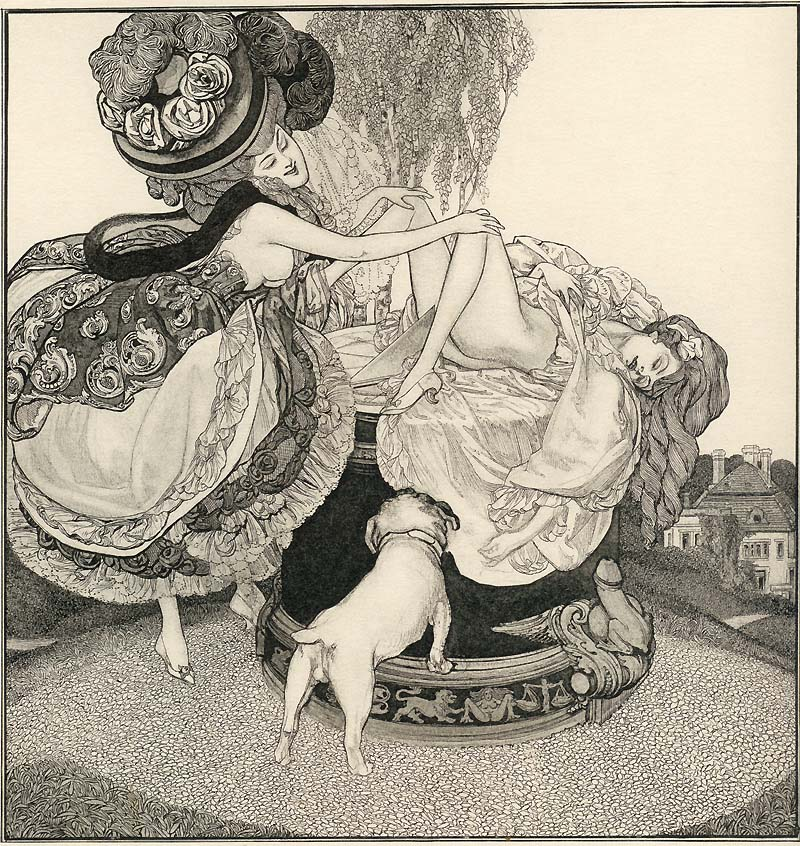
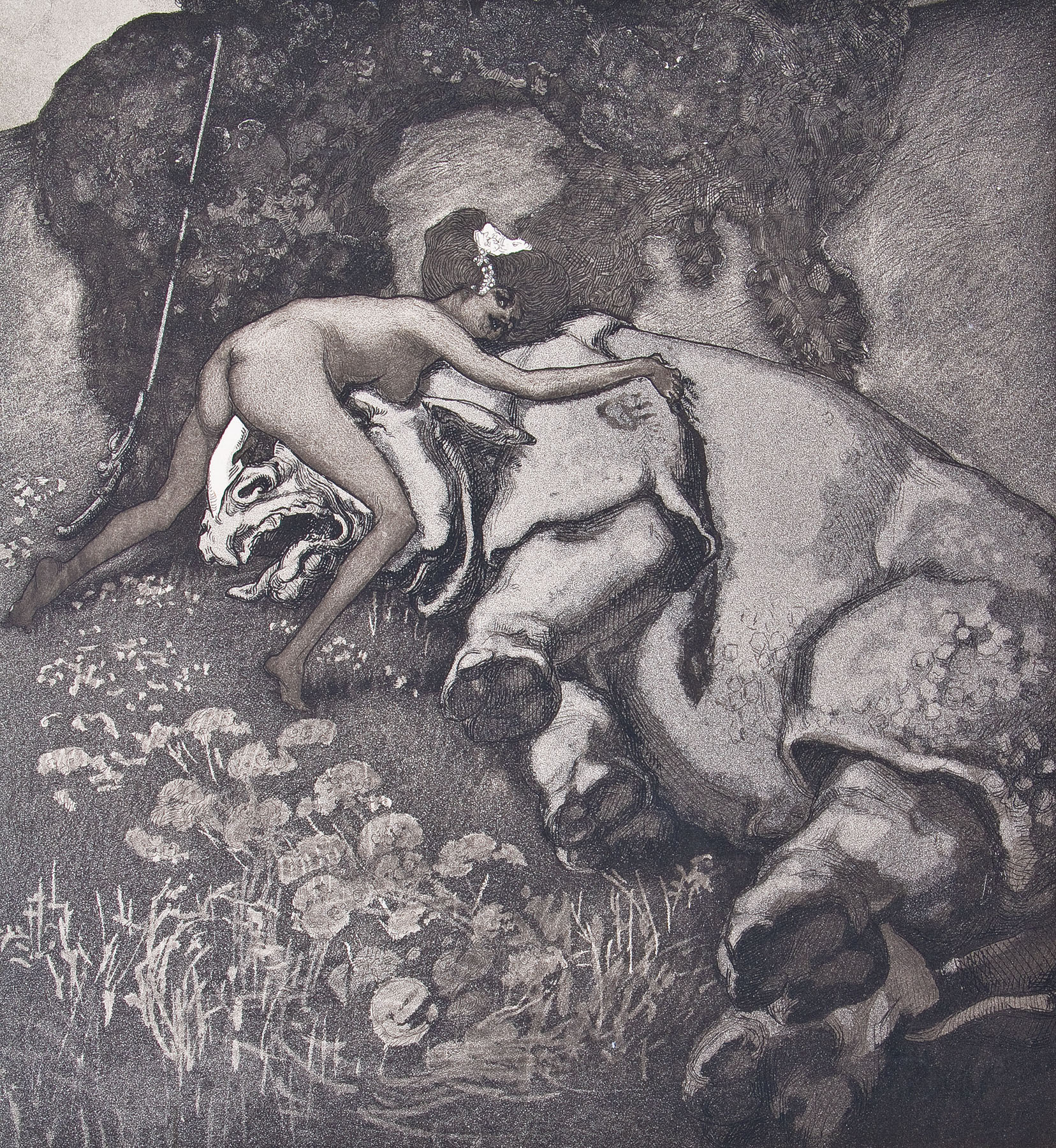